# Baixa Mesopotàmia

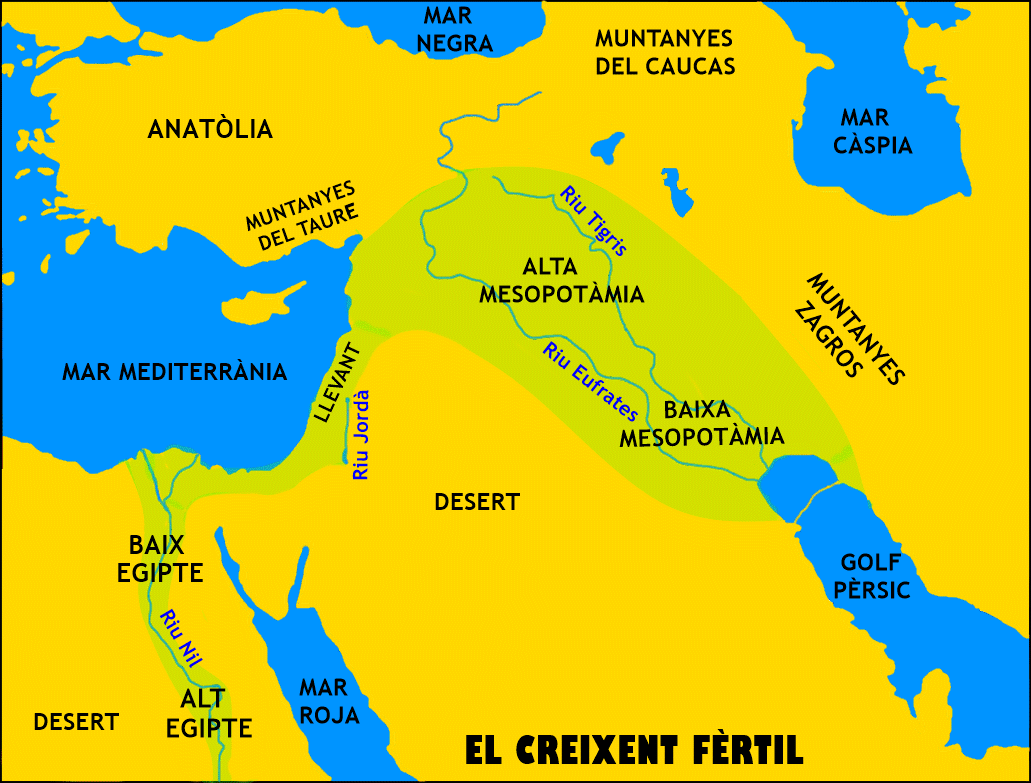
La Baixa Mesopotàmia ubicada al Creixent Fèrtil.

La Baixa Mesopotàmia és la part sud de Mesopotàmia. En aquest indret va néixer la civilització sumèria i és on després es va desenvolupar la identitat babilònia, barreja de sumeris i accadis.
És la zona situada entre el riu Eufrates i el Tigris, al sud del punt on aquest darrer rep per l'esquerra al Diyala, i seguint al sud entre els dos rius i fins al golf Pèrsic. Al nord se situa l'Alta Mesopotàmia.